# Idiocera multistylata
Idiocera multistylata là một loài ruồi trong họ Limoniidae. Chúng phân bố ở miền Tân bắc.